# Обухов, Виктор Степанович
Виктор Степанович Обухов (1893 — после 1919) — русский офицер, герой Первой мировой войны, участник Белого движения.

## Биография
Личный почетный гражданин. Уроженец Саратовской губернии. Выдержал экзамен за курс среднего учебного заведения.
С началом Первой мировой войны поступил в Чугуевское военное училище, по окончании ускоренного курса которого 1 мая 1915 года был произведен в прапорщики. Состоял в 76-м пехотном Кубанском полку. Удостоен ордена Св. Георгия 4-й степени
За то, что в бою 19 декабря 1915 года у д. Раранче, командуя в чине прапорщика ротой, под сильным артиллерийским, ружейным и пулеметным огнем, бросился впереди своей роты на проволочные заграждения противника, прорвал их и первым ворвался в окопы противника, выбив его штыками. Несмотря на повторные контр-атаки превосходного в силах противника, удержался на занятой позиции, чем обеспечил успех атаки. 20 декабря отбил 6 упорных атак противника и, перейдя сам в контр-атаку против значительно превосходных сил противника, захватил 150 человек пленных.
Произведен в подпоручики 4 апреля 1916 года, в поручики — 31 января 1917 года, в штабс-капитаны — 24 августа того же года.
В Гражданскую войну участвовал в Белом движении на Востоке России. С 1 июля 1918 года вступил добровольцем в Народную армию, где командовал отдельным Вольским батальоном, затем 1-м батальоном 8-го Вольского стрелкового полка, с ноября 1918 года — в 40-м Башкирском стрелковом полку. С 25 декабря 1918 года служил в штабе Оренбургского армейского корпуса, где занимал должности начальника команды связи и личного адъютанта командира корпуса. С 23 января 1919 года был назначен исправляющим должность коменданта штаба корпуса, с 19 февраля — и. д. коменданта в штабе 2-го Оренбургского казачьего корпуса. С 25 марта 1919 года был инструктором особого отделения штаба того же корпуса.
Дальнейшая судьба неизвестна. Был женат на хвалынской мещанке Людмиле Павловне Захаровой.

## Награды
- Орден Святой Анны 4-й ст. с надписью «за храбрость» (1915)
- Орден Святого Георгия 4-й ст. (ВП 31.12.1916)
- Орден Святого Станислава 3-й ст. с мечами и бантом (1917)
- Георгиевский крест 4-й ст. с лавровой веткой (1917)